# Росица (озеро)
Ро́сица (бел. Ро́сіца) — озеро в Верхнедвинском районе Витебской области Белоруссии. Находится в 9 км к северо-западу от Верхнедвинска в бассейне одноимённой реки. На северном и северо-западном берегах озера находится одноимённая деревня.

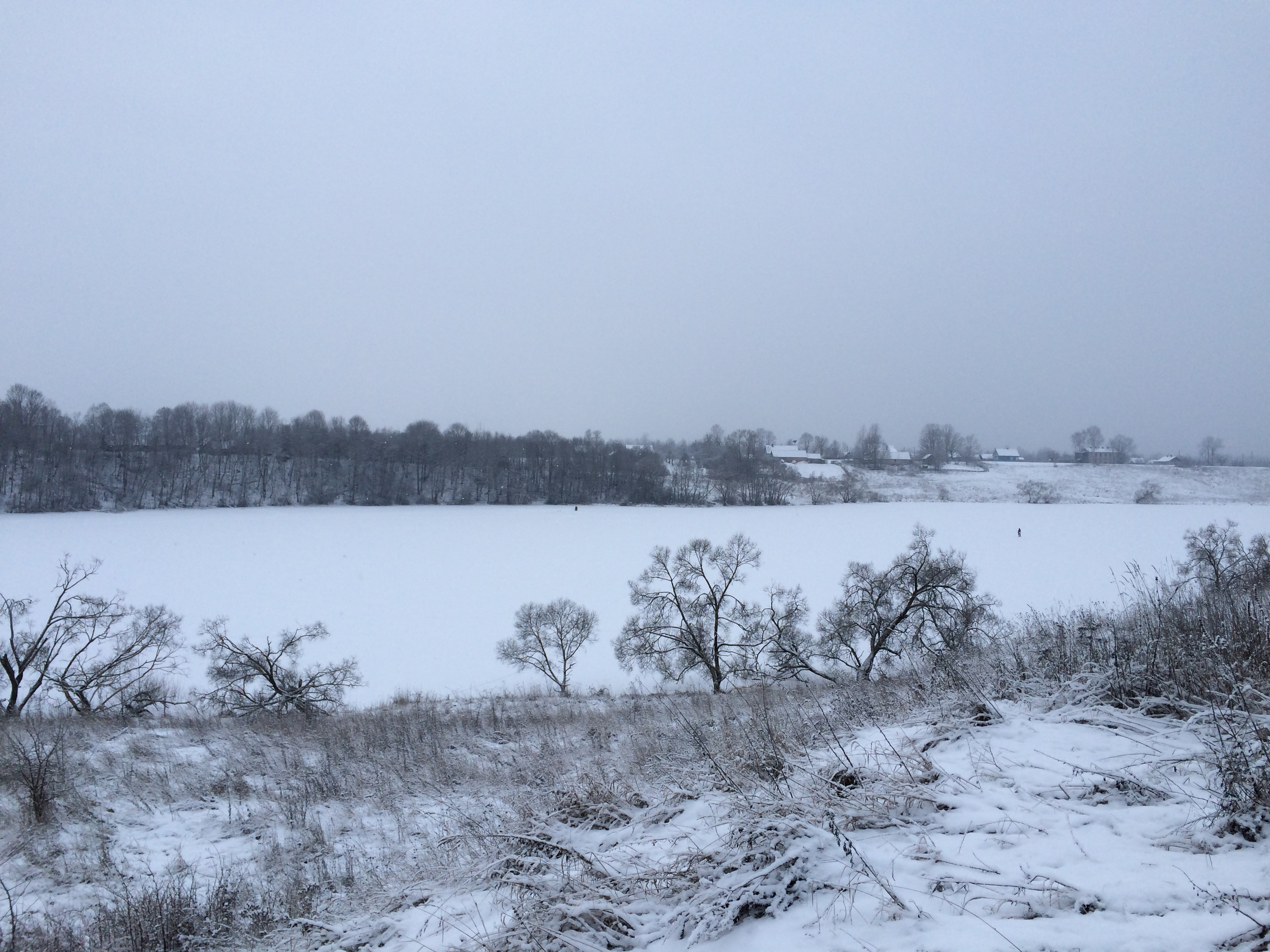

Площадь поверхности озера составляет 0,4 км². Длина 2,05 км, наибольшая ширина 0,26 км. Длина береговой линии 4,43 км. Водосборная площадь 46,9 км². Котловина озера ложбинного типа, сильно вытянута с запада на восток и имеет серповидную форму. Склоны котловины высотой 12—13 м. Берега преимущественно сливаются со склонами котловины.
Озеро слабопроточное. Впадают три ручья, вытекает ручей в реку Росица.
Росица относится к водоемам окунево-плотвичной категории.